# Bonded by Blood (gruppo musicale)
I Bonded by Blood sono una band thrash metal proveniente da Pomona (California), formatasi nel 2005. Il nome del gruppo è ispirato all'omonimo disco degli Exodus, datato 1985.

Il gruppo, i cui membri sono tutti di origine ispanica, ha pubblicato il suo disco d'esordio, intitolato Feed the Beast, il 12 maggio 2008.

## Formazione
- Jose "Aladdin" Barrales - voce
- Alex Lee - chitarra
- Juan Boogie - chitarra
- Ruben Dominguez - basso
- Carlos Cervesa - batteria

## Discografia

### Album in studio
- 2008 - Feed the Beast
- 2010 - Exiled to Earth
- 2012 - The Aftermath

### Demo/EP
- 2006 - Four Pints of Blood
- 2007 - Extinguish the Weak EP